# Buciumeni (Dâmbovița)
Buciumeni è un comune della Romania di 4 697 abitanti, ubicato nel distretto di Dâmbovița, nella regione storica della Muntenia.
Il comune è formato dall'unione di 3 villaggi: Buciumeni, Dealu Mare, Valea Leurzii.